# Michael Jennings

a Compétitions nationales et continentales officielles uniquement.

b Matchs officiels uniquement.
Michael Jennings, né le 20 avril 1988 à Blacktown, est un joueur de rugby à XIII tongien et australien évoluant au poste de centre dans les années 2000. Il a effectué toute sa carrière professionnelle aux Penrith Panthers depuis 2007. Titulaire dans ce club, il a pris part au City vs Country Origin du côté de City ainsi qu'au State of Origin avec les New South Wales Blues. Enfin, il est sélectionné en équipe des Tonga pour la coupe du monde 2008 puis dans l'équipe d'Australie lors du Tournoi des Quatre Nations 2009 en Angleterre et en France.
Ses frères, George Jennings (en) et Robert Jennings, sont également joueurs de rugby à XIII. Son oncle Arthur Jennings a été joueur des All Blacks et sélectionneur de l'équipe des Fidji de rugby à XV.

## Palmarès
- Collectif :
  - Vainqueur de la National Rugby League : 2013.